# Caryometra
Caryometra is een geslacht van haarsterren uit de familie Antedonidae.

## Soorten
- Caryometra alope A.H. Clark, 1940
- Caryometra atlantidis A.H. Clark, 1940
- Caryometra lisa A.H. Clark, 1940
- Caryometra monilicirra A.H. Clark, 1940
- Caryometra spinosa A.H. Clark, 1940
- Caryometra tenuipes (A.H. Clark, 1908)